# Timana griscescens
Timana griscescens är en fjärilsart som beskrevs av Charles Oberthür 1916. Timana griscescens ingår i släktet Timana och familjen mätare. Inga underarter finns listade i Catalogue of Life.